# Apollo 13 (1995.)
Apollo 13 je američki film iz 1995. godine. Redatelj je bio Ron Howard, a producent Brian Grazer. Glavni glumci su bili Tom Hanks, Kevin Bacon, Bill Paxton, Gary Sinise i Ed Harris. Film govori o ekspediciji svemirskog broda Apollo 13 na Mjesec, te o borbi astronauta da prežive povratak.

## Uloge
- Tom Hanks kao Jim Lovell
- Bill Paxton kao Fred Haise
- Kevin Bacon kao Jack Swigert
- Gary Sinise kao Ken Mattingly
- Ed Harris kao Gene Kranz
- Kathleen Quinlan kao Marilyn Lovell
- Mary Kate Schellhardt kao Barbara Lovell
- Emily Ann Lloyd kao Susan Lovell
- Miko Hughes kao Jeffrey Lovell
- Max Elliott Slade kao James "Jay" Lovell
- Jean Speegle Howard kao Blanch Lovell
- Tracy Reiner kao Mary Haise
- David Andrews kao Pete Conrad
- Michele Little kao Jane Conrad
- Chris Ellis kao Deke Slayton
- Joe Spano, Thomas O. Paine
- Xander Berkeley kao Henry Hurt
- Marc McClure kao Glynn Lunney
- Ben Marley kao John Young
- Clint Howard kao Sy Liebergot
- Thomas Mills Wood kao EECOM Gold
- Loren Dean kao John Aaron
- Brett Cullen kao CAPCOM 1
- Mark Wheeler kao Neil Armstrong
- Larry Williams kao Buzz Aldrin
- Endre Hules kao Guenter Wendt
- Reed Rudy kao Roger B. Chaffee
- Steve Bernie kao Virgil Grissom
- Steve Ruge kao Ed White
- John Botka kao Frank Borman